# Великий Атрактор

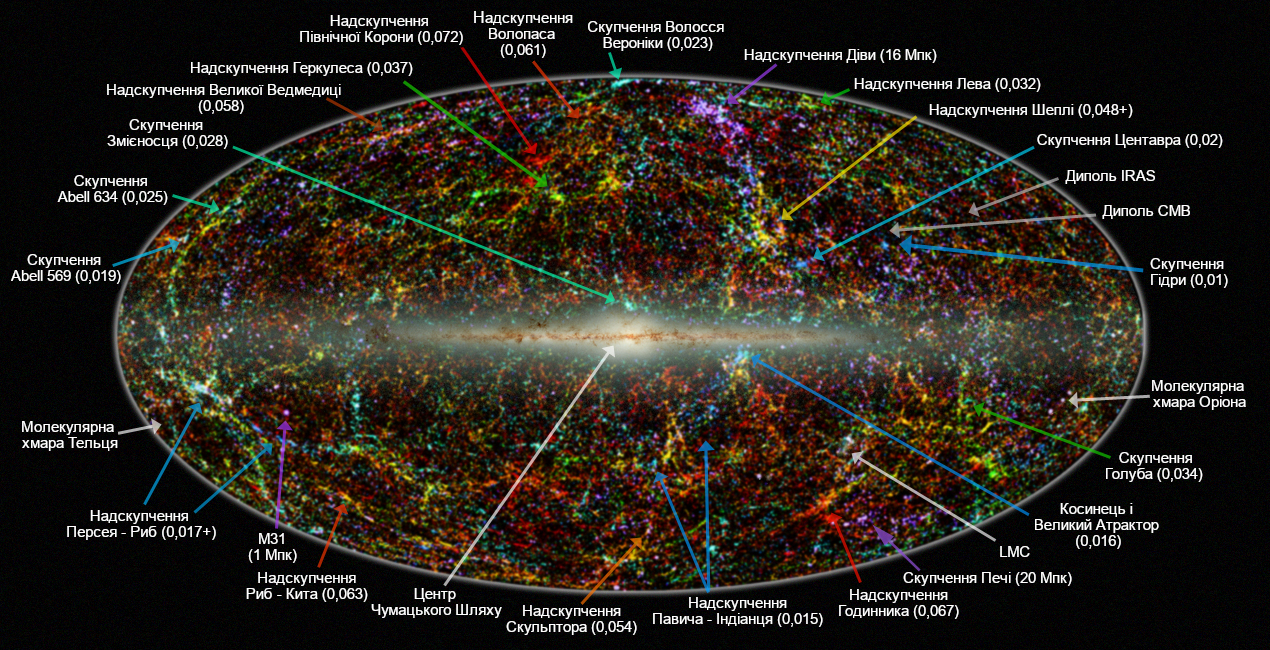
Панорама небосхилу в короткохвильових ІЧ-променях — положення Великого атрактора (Great Attractor) позначено довгою блакитною стрілкою з правого нижнього кута зображення

Великий Атрактор (Великий центр тяжіння) — гравітаційна аномалія, розташована в міжгалактичному просторі на відстані приблизно 65 Мпк або 250 млн світлових років у сузір'ї Косинця. Цей об'єкт, що має масу десятків тисяч мас Чумацького Шляху, спостерігається завдяки ефектам, який він справляє на рух спостережуваних нами галактик та їх скупчень на ділянці простору, протяжністю в декілька сотень мільйонів світлових років.
Великий Атрактор разом із надскупченням Діви, яке містить нашу Галактику, є складовими частинами Ланіакеї.

## Гіпотези
Гіпотеза про існування Великого Атрактора висловлена 1986 року. Спостереження Великого Атрактора ускладнене тим, що він розташований у «зоні уникання», закритій від спостереження площиною Чумацького шляху з великою кількістю пилу. Місцеве надскупчення (зокрема, Місцева група) перебувають під гравітаційним впливом Великого Атрактора. Місцева група також розташована в зоні тяжіння надскупчення Персея—Печі, і вчені намагаються визначити, який із цих астрономічних об'єктів її перетягне.
Хоча Великий Атрактор віддаляється від нас, швидкість віддалення від нього нашої Галактики та прилеглих галактик зменшена (порівняно з законом Габбла) приблизно на 250 км/с. На прилеглих до Атрактора ділянках Всесвіту галактики виявляють великомасштабну течію в бік Великого Атрактора зі швидкістю близько 491±200 км/с.
У напрямку Великого Атрактора розташоване скупчення галактик Косинця (Ейбелл 3627), яке, імовірно, і є його центром. Маса — порядку 5× 1016 сонячних мас, але маса видимої матерії на тій ділянці принаймні в 10 разів менша. Вважається, що основну масу становить темна матерія.
Вважається, що центр Великого Атрактора лежить на лінії, яка з'єднує сузір'я Центавра та Павича.
Густина видимих галактик у напрямку на Великий Атрактор зростає.
Орбітальний телескоп «Габбл» виявив у сузір'ї Косинця спіральну галактику ESO 137-001, яка руйнується Великим Атрактором. Спостереження за цим процесом дозволить вивчати Великий Атрактор.
Імовірно Атрактор є надскупченням галактик, які недоступні для спостережень із Землі.
Можливо, Атрактор у Всесвіті не один.